# Ctenophorus fionni
Espèce
Synonymes
- Amphibolurus fionni Procter, 1923

Ctenophorus fionni est une espèce de sauriens de la famille des Agamidae.

## Répartition
Cette espèce est endémique d'Australie-Méridionale. Elle se rencontre dans les environs de Port Lincoln.

## Étymologie
Dans des lettres adressées à sa sœur, la zoologiste Joan Beauchamp Procter se référait à "Fionn", qui lui "manquait terriblement", cette espèce est surement nommée en son honneur.

## Publication originale
- Procter, 1923 : On new and rare reptiles and batrachians from the Australian region. Proceedings of the Zoological Society of London, vol. 1923, p. 1069-1077 (texte intégral).